# 니시노 야스마사
니시노 야스마사(일본어: 西野 泰正, 1982년 9월 14일 ~ )는 일본의 전 축구 선수이다.

## 구단 경력
과거 주빌로 이와타, 시미즈 에스펄스, 교토 상가 FC, 카마타마레 사누키에서 활동하였다.